# Accordo ad interim sulla Cisgiordania e la Striscia di Gaza
L'Accordo ad interim sulla Cisgiordania e la Striscia di Gaza ovvero Accordo di Taba (a volte anche Oslo 2 o Oslo II) è stato un accordo politico, nell'ambito del conflitto israelo-palestinese.

## Storia
Avente ad oggetto la striscia di Gaza e la Cisgiordania, venne firmato a Taba (nella penisola del Sinai, in Egitto) da parte di Israele e l'OLP il 24 settembre 1995 e poi quattro giorni più tardi il 28 settembre 1995 dal primo ministro israeliano Yitzhak Rabin e dal presidente dell'OLP Yasser Arafat - e attestato dal presidente degli Stati Uniti Bill Clinton, nonché dai rappresentanti di Russia, Egitto, Giordania, la Norvegia e l'Unione europea - a Washington.

## Contenuto
L'accordo consiste in un "preambolo" che riconosce le sue radici nelle precedenti sforzi diplomatici del Consiglio di sicurezza delle Nazioni Unite la risoluzione 242 (1967) e la risoluzione del Consiglio di sicurezza delle Nazioni Unite 338 (1973) la Conferenza di Madrid del 1991 e gli altri accordi precedenti.
L'accordo ha cinque "capitoli" composto di trentuno "articoli", più di sette "allegati" e nove "mappe".
La parte significativa dell'accordo è il riconoscere la creazione di un "Autorità Palestinese di Autogoverno ad Interim", vale a dire un Consiglio eletto, chiamato "il Consiglio" o "il Consiglio palestinese".

### Capitolo 1: Il Consiglio palestinese
Consiste degli articoli I-IX: Il ruolo e le competenze di un "consiglio" palestinese e comitati si occupano di affari civili e il trasferimento di potere da Israele al Consiglio palestinese. 
Lo svolgimento delle elezioni, la struttura del Consiglio palestinese, e che dovrebbe contenere 82 rappresentanti, l'autorità esecutiva del Consiglio, varie altre commissioni, che le riunioni del Consiglio dovrebbe essere aperto al pubblico, e che definisce le competenze e le responsabilità di Consiglio.

### Capitolo 2: Reimpiego e disposizioni in materia di sicurezza
Consiste degli articoli X-XVI: Fasi del reimpiego della forze di difesa israeliane (IDF), i ruoli delle forze di sicurezza israeliane e la polizia israeliana, le prospettive sul territorio della Cisgiordania e Striscia di Gaza, le discussioni sulle aree A, B e C e suddivisioni dei terreni, le modalità per la sicurezza e l'ordine pubblico, la prevenzione di atti ostili, le misure di fiducia, e il ruolo della polizia palestinese:
La forza di polizia palestinese, istituito ai sensi dell'accordo Gaza-Gerico sarà pienamente integrata nella Polizia Palestinese e sarà soggetto alle disposizioni del presente accordo. Fatta eccezione per la polizia palestinese e le forze militari israeliane, non altre forze armate devono essere istituiti o operare in Cisgiordania e la Striscia di Gaza. 

### Capitolo 3: Affari legali
Composto da articoli XVII-XXI: Il campo di applicazione del Consiglio palestinese e l'autorità di competenza e la risoluzione dei conflitti, il potere legislativo del Consiglio, che "Israele e il Consiglio devono esercitare i loro poteri e responsabilità ... con il dovuto riguardo a livello internazionale - Accettiamo le norme ed i principi dei diritti umani e dello Stato di diritto ", i vari diritti, responsabilità e obblighi per il trasferimento dei poteri e delle responsabilità del governo militare israeliano e la sua amministrazione civile al Consiglio palestinese, che si occupano di crediti finanziari, e la risoluzione delle differenze e delle controversie.

### Capitolo 4: La cooperazione
Composto da articoli XXII-XXVIII: Le relazioni tra Israele e il Consiglio:
... di conseguenza si astengono da incitamento, compresi propaganda ostile, gli uni contro gli altri ... che i rispettivi sistemi educativi contribuiscono alla pace tra i popoli israeliano e palestinese e per la pace in tutta la regione, e si astengono da l'introduzione di qualsiasi motivi che potrebbero pregiudicare il processo di riconciliazione ... cooperare nella lotta contro le attività criminali che possono incidere entrambi i lati, compresi reati connessi al traffico di droghe illegali e di sostanze psicotrope, il contrabbando, reati contro il patrimonio e la ... 
Le regole per le relazioni economiche, come previsto dal protocollo sulle relazioni economiche, firmato a Parigi il 29 aprile 1994, programmi di cooperazione che, si spera, essere sviluppate, il ruolo e il funzionamento dell'impresa comune israelo-palestinese Comitato di collegamento istituito come parte del Dichiarazione di Principi (accordi di Oslo 1993 e l'istituzione di un comitato direttivo e di controllo, di collegamento e la cooperazione con la Giordania e l'Egitto, e la localizzazione e la restituzione di persone scomparse e soldati scomparsi in azione.

### Capitolo 5: Disposizioni varie
Composto da articoli XXIX-XXXI: Modalità di sicuro il passaggio di persone e il trasporto tra la Cisgiordania e la striscia di Gaza, il coordinamento tra Israele ed il Consiglio per quanto riguarda il passaggio da e verso l'Egitto e la Giordania, nonché qualsiasi altra traversate internazionali, e poi il clausole finali si occupano con la firma del contratto, la sua attuazione, che l'accordo Gaza-Gerico (luglio 1994), l'accordo di trasferimento di preparatoria (agosto 1994), e l'ulteriore Transfer Protocol (agosto 1995) sono sostituite dal presente accordo, la necessità e la tempistica dei negoziati sullo status permanente, e che:
 L'OLP che si impegna, entro due mesi dalla data di inaugurazione del Consiglio, il Consiglio nazionale palestinese e si riunirà formalmente approvare le necessarie modifiche per quanto riguarda il Patto palestinese, intraprese nelle lettere firmato dal presidente della OLP e indirizzata al Primo Ministro di Israele, in data 9 settembre 1993 e il 4 maggio 1994. 
Discussione in merito alla liberazione di prigionieri palestinesi, accordo su allegati e mappe, e l'inizio del ritiro di Israele reimpiego.